# Liste der Einträge im National Register of Historic Places im Pepin County

Lage des Pepin County in Wisconsin

Die Liste der Einträge im National Register of Historic Places im Pepin County in Wisconsin führt alle Bauwerke und historischen Stätten im Pepin County auf, die in das National Register of Historic Places aufgenommen wurden.

## Aktuelle Einträge
| [ 2 ] | Name                             | Bild                             | Eintragsdatum        | Lage                                                 | Ort    | Beschreibung |
| ----- | -------------------------------- | -------------------------------- | -------------------- | ---------------------------------------------------- | ------ | --- |
| 1     | Durand Free Library              | Durand Free Library              | 1980 ID-Nr. 80000173 | 315 West 2nd Avenue 44° 37′ 40″ N, 91° 58′ 0″ W      | Durand | 1907 errichtete Carnegie-Bibliothek                                                                               |
| 2     | Pepin County Courthouse and Jail | Pepin County Courthouse and Jail | 1982 ID-Nr. 82000695 | 307 West Madison Street 44° 37′ 44″ N, 91° 57′ 53″ W | Durand | 1874 im Stil des Greek Revival errichtetes früheres Justiz- und Verwaltungsgebäude des Pepin County; heute Museum |